# Renato Guttuso
Renato Guttuso né le 26 décembre 1911 à Bagheria (Sicile) et mort le 18 janvier 1987 à Rome est un peintre italien.
Résistant, antifasciste, très tôt engagé aux côtés des communistes, Guttuso se caractérise toutefois par un art qui transcende toute considération politique et par une identité sicilienne qui se situe aux antipodes du régionalisme.

« La peinture est un long effort pour imiter ce que l'on aime. »

— Guttuso[réf. nécessaire]

## Biographie

### Les années de formation

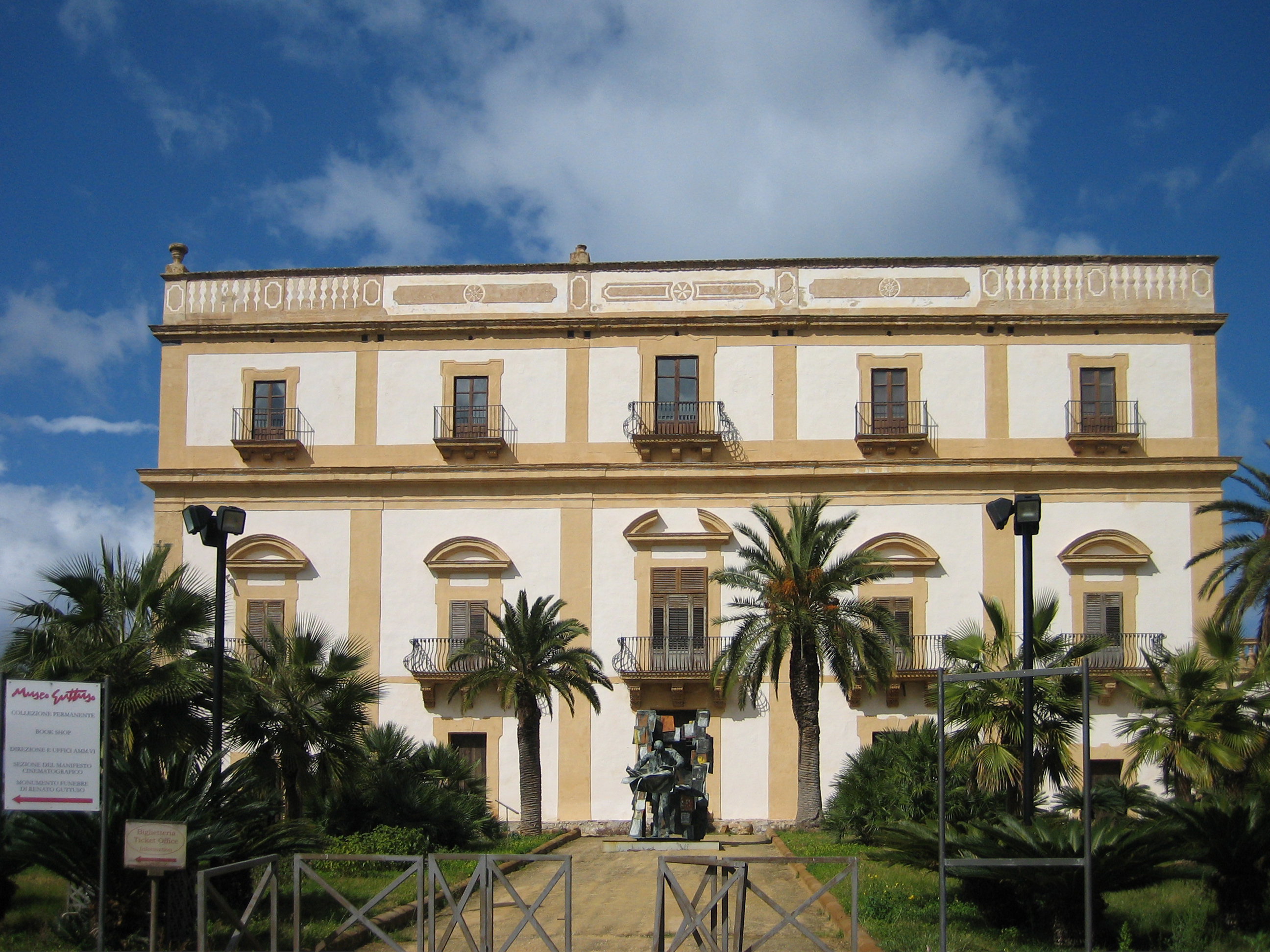
Le musée Renato Guttuso à Bagheria.

Fils de Gioacchino Guttuso, arpenteur de son métier et aquarelliste amateur, et de son épouse Giuseppina d'Amico, Renato Guttuso est né le 26 décembre 1911 à Bagheria, ville située à 15 km de Palerme. Influencé par le hobby de son père, le jeune garçon fréquenta l'atelier de l'artiste Domenico Quattrociocchi et la boutique du décorateur de charrettes siciliennes Emilio Murdolo. Il commença très tôt à peindre ; il datait et signait ses propres œuvres avant l'âge de 13 ans. L'essentiel de son activité consistait alors à copier des paysagistes siciliens du XIXe siècle, des peintres français tels que Millet ou des artistes contemporains comme Carlo Carrà, ce qui n'excluait pas des créations originales, en particulier des portraits.
Le musée communal de Bagheria conserve des toiles datant de 1925 où se révèle déjà le style de l'artiste. Un portrait de son père exprime, par son réalisme, l'admiration du jeune garçon envers cet homme intègre, passionné d'art et de littérature, qui vouait un culte à la liberté hérité de son propre père, Ciro Guttuso, compagnon d'armes de Garibaldi.
À Bagheria, la famille Guttuso vivait dans une maison à proximité des villas Valguarnera et Palagonia, œuvres de l'architecte Tommaso Napoli, dont il reproduisit plusieurs détails dans des toiles ultérieures et qui inspirèrent sa vision des falaises d'Aspra.
Entre les excursions au bord de la mer et les premières amours, le jeune homme fut le témoin de la crise économique et sociale que traversait la Sicile au lendemain de la Première Guerre mondiale. Il assista également au déclin et à la ruine des somptueuses villas baroques de Bagheria, massacrées par une urbanisation sauvage due aux luttes de pouvoir au sein de la municipalité. Dans le même temps, ses parents eurent à pâtir de leurs mauvaises relations avec le Parti fasciste local et à réduire leur train de vie.
Au cours de son adolescence, Renato Guttuso fréquenta l'atelier du peintre futuriste Pippo Rizzo et les milieux artistiques de Palerme. En 1928, il participa à sa première exposition collective dans la capitale sicilienne.
Après ses études au lycée puis à l'université de Palerme, il poursuivit sa formation artistique en s'inscrivant dans le droit-fil de l'école figurative européenne, de Courbet à van Gogh et à Picasso, et habita à Milan avant de voyager dans plusieurs pays d'Europe. Sous l'influence de l'expressionnisme, apparurent de plus en plus souvent des motifs typiquement siciliens dans ses tableaux, comme les citronniers ou les oliviers, mais aussi une atmosphère de solitude mythique, insulaire, qui culmina en 1931 dans une exposition collective de six peintres siciliens accueillis par la critique, selon Franco Grasso, comme « une révélation, une affirmation de l'identité sicilienne. »

### L'art social
À Palerme, Guttuso s'installa dans un atelier sur le Corso Pisani et, avec l'artiste peintre Lia Pasqualino (it) et les sculpteurs Barbera et Nino Franchina, il forma le Gruppo dei Quattro (groupe des Quatre). Opposé aux canons académiques de l'époque, il s'attacha à la liberté des figures dans l'espace et à la recherche chromatique pure, rejoignant en cela le mouvement artistique Corrente et s'éloignant encore davantage de la culture officielle du régime fasciste et de ses choix thématiques lors de la guerre civile espagnole et à la veille de la Seconde Guerre mondiale.

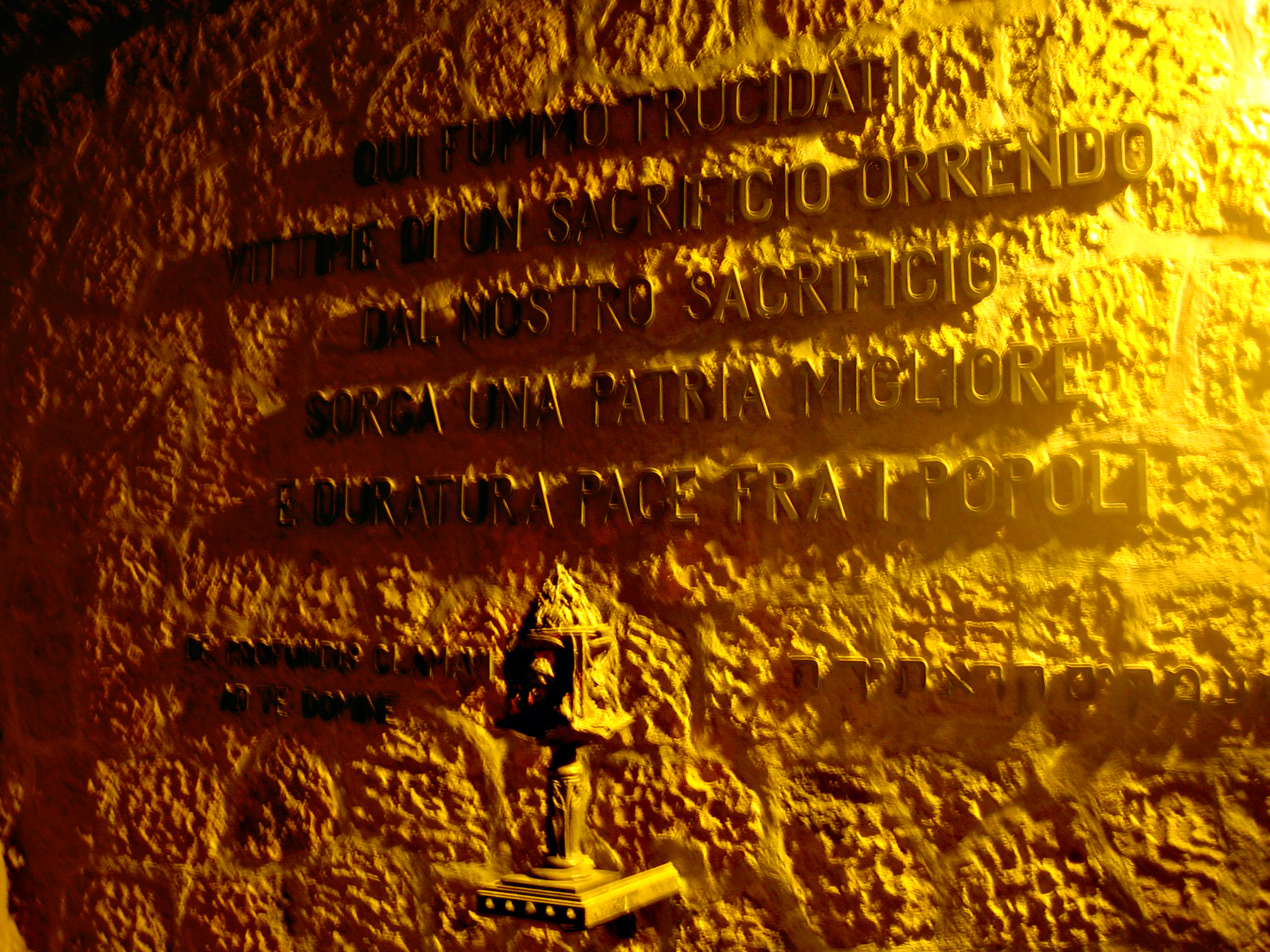
Rome : inscription commémorative aux Fosses ardéatines.

Ce fut durant son long séjour de trois ans à Milan que mûrit l'« art social » de Guttuso, dont l'engagement politique se manifesta de plus en plus nettement dans ses œuvres de cette époque, Fucilazione in Campagna, qu'il dédia à Garcia Lorca, et les deux versions de la Fuga dall'Etna (1938-1939). Peu après, il emménagea à Rome, Via Margutta, où son caractère exubérant lui valut le surnom de « Sfrenato Guttuso » (l'« Effréné »). Proche des artistes les plus représentatifs de son temps, Mario Mafai, Corrado Cagli et Antonello Trombadori, il continua à fréquenter le groupe des Milanais, Treccani, Giacomo Manzù, Aligi Sassu. L'œuvre qui lui assura la célébrité, sur fond de controverses avec l'Église catholique comme avec le Parti fasciste, fut La Crocifissione (1941), où le thème religieux sert de prétexte pour dénoncer les horreurs de la guerre.
Durant toute la période du conflit mondial, Guttuso travailla sans relâche, multipliant les natures mortes ponctuées d'humbles objets quotidiens, les vues du golfe de Palerme et une suite de dessins intitulés Massacri, diffusés clandestinement, qui dénonçaient les exactions de l'armée nazie, notamment le massacre des Fosses ardéatines en mars 1944.

### L'après-guerre
Au lendemain de la Seconde Guerre mondiale, Guttuso fit la connaissance de sa future épouse, Mimise, dont il effectua le portrait en 1947. Des Muratori in riposo (1945), encre de Chine et aquarelle, aux Carrettieri che cantano, Contadino che zappa (1947), ou aux Contadini di Sicilia (série de dix dessins, 1951), son langage pictural s'affirma avec une clarté grandissante, d'autant plus que la plupart de ces œuvres constituaient les travaux préparatoires de Occupazione delle terre incolte di Sicilia, toile exposée à la Biennale de Venise de 1950. Toujours en 1949-1950, l'artiste adhéra à l'ambitieux projet de la collection Verzocchi, aujourd'hui abritée par la pinacothèque de Forlì, en réalisant un autoportrait en même temps que le tableau Bracciante siciliano.
Alternant la richesse chromatique de Bagheria sul golfo di Palermo et la Battaglia al ponte dell'Ammiraglio, où il a dépeint son grand-père Ciro Guttuso sous les traits d'un partisan de Garibaldi, Guttuso réalisa un ensemble de tableaux représentant les paysans en lutte, les paysages siciliens de cactus et de figuiers de Barbarie ou encore le portrait de ses amis peintres Nino Garajo et Bruno Caruso.
Fasciné par Dante, il entreprit entre 1959 et 1961 une suite d'œuvres centrées sur La Divine Comédie, rassemblées en un volume paru en 1970, Il Dante di Guttuso, où les personnages de l'Enfer, revisités, incarnent l'histoire du genre humain. Peu après, au cours des années 1970, il entama un cycle de tableaux autobiographiques d'un intérêt exceptionnel pour l'étude de sa vie et de son œuvre.
À partir de 1967, l'image de la femme devint un thème de plus en plus récurrent dans sa peinture, en particulier avec Donne stanze paesaggi oggetti ou avec les portraits successifs de Marta Marzotto, muse et modèle durant de longues années. Enfin, dans l'année 1974, on vit la création de l'une de ses toiles les plus célèbres, La Vucciria, où Guttuso a mis en scène le marché du même nom, à Palerme, et où se mêlent les étals de poissons et de primeurs dans un kaléidoscope de tons vifs.

### L'engagement idéologique

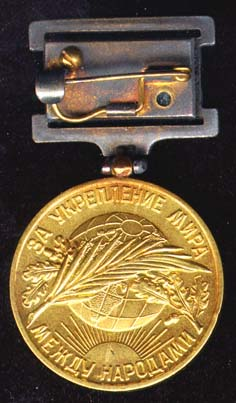
Médaille du prix Lénine pour la paix.

En tant qu'opposant au fascisme, Guttuso avait rejoint le Parti communiste italien dès 1940 et participé à la Résistance des partisans italiens contre l'armée allemande à partir de 1943. Fidèle à ses convictions, il choisit les funérailles de Palmiro Togliatti pour sujet de l'un de ses tableaux, I funerali di Togliatti (1972), qui devait prendre valeur de manifeste politique. Dans une logique similaire, en 1971, il fit partie des 800 intellectuels qui signèrent dans l'hebdomadaire L'Espresso un document accusant de meurtre le commissaire Luigi Calabresi. Enfin, Guttuso était un adversaire déclaré de la mafia.
En 1972, l'URSS lui décerna le prix Lénine pour la paix. En 1975, il est élu sur la liste communiste au conseil municipal de Palerme, et en 1976, il est élu au Sénat italien dans les rangs du PCI pour représenter la ville de Sciacca, située dans la province d'Agrigente.
Seul depuis la mort de son épouse, Guttuso, selon le témoignage de Giulio Andreotti, se rapprocha du catholicisme, religion dont il avait partagé à sa façon les valeurs humanistes. Il légua de nombreuses œuvres à sa ville natale de Bagheria, aujourd'hui conservées au musée communal de la Villa Cattolica. Son fils adoptif, Fabio Carapezza Guttuso, a fondé les Archivi Guttuso.

## Œuvres
- La Crucifixion, 1941, Rome, galerie nationale d'Art moderne et contemporain.
- La Vucciria, 1974, Palerme, Università degli Studi.
- La discussione, 1959-1960, Londres, Tate Gallery.
- Caffè Greco, 1976, Cologne, Musée Ludwig[3].
- Le Triomphe de la Guerre, 1966.
- Filles de Palerme, 1940, Rome, galerie nationale d'Art moderne et contemporain.
- La Fuite de l'Etna, 1940, Rome, galerie nationale d'Art moderne et contemporain.
- Ragazzi che cercano granchi, 1949, La Spezia, CAMeC, Collezione Premio del Golfo.
- Massacre en Corée, 1953, Rome, galerie nationale d'Art moderne et contemporain.
- Homme dormant, 1938, Milan, galerie d'Art moderne.
- Exécution (1939, Rome, galerie nationale d'Art moderne et contemporain.
- Portrait de la mère, Rome, galerie nationale d'Art moderne et contemporain.
- Marta Marzotto de dos en robe rouge (1970), collezione d'Arte Moderna Marta Marzotto.
- Natura morta nello studio, 1962, Londres, Tate Gallery.
- Santa Panagia (Sicily), 1956, Londres, Tate Gallery.
- Sulphur Miners, 1949, aquarelle, Londres, Tate Gallery.
- Campieri, 1949, aquarelle, Londres, Tate Gallery.
- La Plage, 1955-1956, galerie nationale de Parme.